# (16524) Hausmann
(16524) Hausmann ist ein Asteroid des Hauptgürtels, der am 17. Januar 1991 vom deutschen Astronomen Freimut Börngen an der Thüringer Landessternwarte Tautenburg (IAU-Code 033) im Tautenburger Wald in Thüringen entdeckt wurde.
Der Asteroid ist Mitglied der Hertha-Familie, einer Gruppe von Asteroiden, die nach (135) Hertha benannt ist.
Er wurde am 9. März 2001 nach dem deutschen Schriftsteller, Journalisten und Laienprediger Manfred Hausmann (1898–1986) benannt, der dank seiner zahlreichen Essays, Gedichte, der viel gelesenen „Martin-Geschichten“ und nicht zuletzt seiner Predigten Bekanntheit erlangte.